# Yeniköy, Sason
Yeniköy là một xã thuộc huyện Sason, tỉnh Batman, Thổ Nhĩ Kỳ. Dân số thời điểm năm 2011 là 306 người.